# C2-Ceramida
La C2-Ceramida, también conocida como N-acetilesfingosina o N-Acetil-D-eritro-esfingosina, es una ceramida de origen sintético biológicamente activa, permeable a la membrana de las células, que tiene por aplicaciones principales la intervención en el proceso de apoptosis celular y la activación de proteínas fosfatasas citosólicas relacionadas con la fosfatación de la serina y la treonina.

## Estructura y propiedades fisicoquímicas
La C2-Ceramida es un esfingolípido que pertenece a la familia de las ceramidas. Las ceramidas están formadas por una esfingosina unida a un ácido graso mediante un enlace amida. El prefijo "C" indica el número de átomos de carbono que contiene el ácido graso. En el caso de la C2-Ceramida, el ácido graso está formado por 2 carbonos. 
A nivel atómico y molecular posee una serie de características que definen su actividad biológica. Sus características principales son: 
-pKa: En la C2-Ceramida, posee un valor de 13,5. Como se sabe, el valor de pKa equivale al valor del pH de la molécula en una situación de equilibrio químico. Así pues, sabemos que la C2-Ceramida actúa como una base a pH neutro. Esto nos permite conocer que, en caso de que la C2-Ceramida actúe como detergente, esta lo hará como un detergente catiónico. 
-Área de superficie polar: 69,6 Amstrongs cuadrados. El área de superficie polar es una medida de polaridad que nos indica la superficie total de los átomos polares de la molécula. Las moléculas de un área de superficie polar inferior a 140 amstrongs cuadrados se consideran capaces de penetrar membranas, aunque típicamente se requieren áreas inferiores a los 90 amstrongs para penetrar barreras como la de la sangre y el cerebro. Así pues, la C2-Ceramida puede penetrar la membrana celular, característica que resulta extraordinariamente útil a la hora de transportar esta molécula por el organismo. Además de esto, otra característica que nos indica el área de superficie polar es que esta molécula es mayormente hidrofóbica. Debido a la distribución de carga de esta molécula, la C2-Ceramida posee una zona (Cabeza) polar (ya que concentra sus átomos de oxígeno y nitrógeno) y una cadena (Cola) apolar (Cadena hidrocarbonada), lo que la convierte en una molécula amfipática [Que presenta una zona hidrofóbica (Cadena apolar) y una zona hidrofílica (Zona polar)], capaz así de formar micelas y de actuar como un detergente. Este hecho es en lo que algunos teóricos emplean para explicar como las ceramidas pueden causar un incremento de la permeabilidad de la membrana mitocondial para inducir procesos de apoptosis, puesto que afirman que debido a sus características, la ceramida actúa como un detergente sobre la membrana mitocondial externa (Modelo de: Radin, 2001; Di Paola et al., 2000; Simon y Gear, 1998; Hofmann y Dixit, 1999), provocando su lisis mediante la anulación de las interacciones proteína-proteína, proteína-lípido y lípido-lípido que mantienen unidas a las membranas.
-Número de átomos donadores de hidrógeno: 3 / Número de átomos aceptores de hidrógeno: 3. Gracias a esta y otras características, varios teóricos han deducido que es altamente probable la formación de canales de C2-Ceramida, unidos mediante enlaces de hidrógeno, en la membrana mitocondrial, permitiendo así que causen el incremento de permeabilidad de la membrana necesario para que se dé el proceso de apoptosis. Este constituye el modelo establecido por Leah J. Siskind y Marco Colombini en el año 2000.

## Actividades intracelulares
Gracias a sus propiedades fisicoquímicas, la C2-Ceramida es capaz de llevar a cabo una amplia cantidad de funciones biológicas que emulan e incluso diversifican aquellas de las ceramidas naturales.
La actividad más destacada y de mayor interés a nivel de investigación médica es su capacidad de participación en el proceso de apoptosis (muerte celular programada), de forma análoga a como lo hacen las ceramidas de origen biológico.  

### Apoptosis
Se ha estudiado que las ceramidas pertinentes participan del proceso de la apoptosis mediante la liberación al citosol de proteínas del espacio intermembranoso de las mitocondrias, tales como el AIF (Factor inductor de la apoptosis), procaspasas y proteínas de choque térmico, que en conjunto son indispensables para la activación de caspasas y desoxirribonucleasas, las enzimas responsables de la ejecución de la apoptosis. Esto se logra gracias al papel de las ceramidas en el incremento de la permeabilidad de la membrana externa de las mitocondrias. 
Siguiendo el modelo que los investigadores Leah J. Siskind y Marco Colombini propusieron en el año 2000 para explicar la actuación de la C2-Ceramida sobre la permeabilidad de la membrana mitocondrial y que diversos estudios llevados a cabo con la C2-Ceramida y la C16-Ceramida respaldan, las ceramidas (más concretamente la C2-Ceramida) parecen lograr el incremento de la permeabilidad de la membrana externa mitocondrial mediante la formación de canales de ceramida que permiten el flujo de las proteínas mitocondriales, destacando el citocromo c (de unos 3,4 nm de diámetro), entre la zona intermembranal y el exterior del compartimento mitocondrial. El modelo que respalda la formación de estos canales de ceramida a base de varios monómeros (a pesar de su condición de lípidos) se basa en la idea de la formación de enlaces de hidrógeno entre los grupos donantes y aceptores de la molécula de ceramida. Este modelo también sostiene que la concentración de ceramida en la membrana está directamente relacionada con la conductividad de los canales y de la membrana a nivel global (a mayor concentración de ceramida, mayor conductividad).
A nivel estructural, en el caso de la C2-Ceramida se cree que los canales poseen una forma cilíndrica y que son capaces de expandirse o contraerse. Su diámetro, que tiende a valores más grandes a mayor concentración de ceramida, se aproxima que puede adquirir valores de entre 0,4 y 11,4 nanómetros, permitiendo así en su mayoría el flujo de citocromo c, y se ha apreciado que estos tienden a adquirir unos diámetros de valores discretos, reafirmando lo estipulado por el modelo.
Conociendo esto, se prevé la aplicación de la C2-Ceramida y de otras moléculas similares en procedimientos médicos relacionados con la apoptosis, en el tratamiento de enfermedades en que la activación del proceso de apoptosis posea una utilidad en la lucha activa contra patologías (Ej.: destrucción de tejido tumoral mediante la apoptosis inducida por C2-Ceramida) como en el cese o ralentización de estas mediante la inhibición del proceso (Ej.: Procesos neurodegenerativos).
La C2-Ceramida tiene la capacidad de desestabilizar la membrana celular en células como las plaquetas, causando la creación de aperturas irregulares y rupturas en la membrana que resultan en efectos como la fuga de vesículas lipídicas del citosol y una mayor agregación plaquetaria inducida por ADP.

### Función protectora
Otra de las grandes actividades que realiza la C2-Ceramida, de forma paradójica cuando la molécula se encuentra en concentraciones extremadamente bajas y sometida a una serie de condiciones varias, es la protección contra la necrosis a través de la Proteína quinasa C ε (PKC ε) y contra la apoptosis a través de la proteína quinasa C ζ PKC ζ.
El mecanismo de acción mediante el que se da el proceso es altamente agresivo. Es por ello que la C2-Ceramida debe ser administrada a muy bajas concentraciones. En caso contrario, desaparece su efecto protector puesto que induce la apoptosis mediante la apertura irreversible del mPTP (poro de transición de permeabilidad mitocondrial). 
El proceso que ejerce la C2-Ceramida consiste en provocar un aumento moderado de la especie relativa de oxígeno (Reactive Oxygen Species) ROS durante la isquemia lo que permite la apertura del poro de transición mitocondrial de manera controlada y a su vez, la liberación del calcio retenido durante la isquemia en la mitocondria. Esta disminución de los niveles de calcio impide la apertura del mPTP en la recuperación.

## Efectos biológicos y estudios realizados
La ceramida C2, que es sintética, es un análogo de las ceramidas que forma parte de estructuras celulares. Se utiliza con mucha frecuencia en ensayos in vitro por ser permeable a las membranas y soluble en agua, lo que facilita su uso en cultivos celulares de manera exógena.
Los efectos contrapuestos que provoca la ceramida C2 ha llevado a varios investigadores a realizar ensayos para demostrar las diferentes consecuencias que tiene la interacción de la ceramida en cuestión con distintos tipos de tejidos celulares. A continuación se muestran los estudios científicos que mejor han demostrado los efectos que tiene:
- Análisis del efecto del gen DJ-1 frente a la C2-ceramida y su relación con la vía PI3K/AKT: se demostró que la ceramida C2 induce la muerte celular con un efecto dosis-tiempo y como consecuencia provoca la inhibición de la vía de supervivencia neuronal PI3K/AKT.[18]
- Efecto neuroprotector de la ceramida y de la esfingosina 1-fosfato en la muerte inducida por isquemia: a concentraciones bajas, protege de la muerte celular inducida por 3h de isquemia y 16h de recuperación, tanto de la apoptosis como de la necrosis. Esta protección esta mediada por diferentes rutas de señalización.[19]
- Efecto neuroprotector de la proteína C activada ante la apoptosis inducida por c2-ceramida en células CAD: activación de la vía PI3K/AKT. La ceramida está asociada con apoptosis en células neuronales y está implicada en varias patologías neurodegenerativas tales como Alzheimer y Parkinson.[20]
- Evaluación de la disminución de la expresión de Pink1 en eventos de fusión y fisión mitocondrial en un modelo de neuronas dopaminérgicas: Las células CAD que sobreexpresan Pink1 y que son tratadas con esta ceramida presentan niveles bajos de mitocondrias despolarizadas, menor expresión de Bax (proapoptótico) y aumenta la expresión de Bcl-2.  La ceramida es un inhibidor de la vía de supervivencia PI3K/Akt.[21]
- Participación de los esfingolípidos en la muerte del cardiomiocito de rata: la ceramida reduce el ATP intracelular, fomenta la caída del potencial mitocondrial y aumenta los niveles de calcio intracelular[22]
- Ceramida como mediador de la resistencia a insulina producida por el factor de necrosis tumoral alfa en adipocitos marrones: se demostró que no permite la estimulación del transporte de glucosa por insulina, impidiendo la translocación de GLUT4 a la membrana[23]

### Aplicaciones médicas
Las características de la ceramida podrían ser potencialmente ventajosas para su uso clínico. El estudio de efectos biológicos de la C2-Ceramida en ratones de laboratorio ha mostrado la capacidad de la molécula de prevenir la muerte celular en astrocitos al inhibir la generación de especies reactivas de oxígeno inducidas por peróxido de hidrógeno (H2O2). Tal propiedad sugiere que la C2-Ceramida podría ser utilizada en la terapia y tratamiento de enfermedades neurodegenerativas caracterizadas por la implicación de procesos de estrés oxidativo.